# Bandar kurosawai
Bandar kurosawai là một loài bọ cánh cứng trong họ Cerambycidae.